# Alopua Petoa
Alopua Petoa (Nauru, 24 januari 1990) is een Tuvaluaans voetballer die vanaf februari 2013 uitkomt voor Waitakere City FC. Daarvoor speelde hij samen met zijn landgenoot Vaisua Liva in het kader van een trainingsstage ruim twee maanden voor de Eindhovense hoofdklasser. In Tuvalu speelt hij voor FC Tofaga en voor het nationaal elftal.

## Clubcarrière

### Tofaga
Alopua speelde zijn hele carrière voor FC Tofaga. Hij was eerst verdediger, maar sinds hij trainde onder Foppe de Haan, werd hij spits, en scoorde regelmatig, in een wedstrijd tegen Nui bij de Independence Cup, maakte hij 6 doelpunten.

### Vv Brabantia
Alopua heeft in 2012 samen met Vaisua Liva drie maanden een trainingsstage gevolgd bij het tweede elftal van Vv Brabantia. Doel van de stage is het verbeteren van de voetbalkwaliteit van beide spelers en het opstellen van scouting reports voor Clubs in Nieuw-Zeeland. Hierdoor wordt het mogelijk gemaakt dat beide spelers de eerste Semi Prof-voetballers van Tuvalu kunnen worden. Naast het trainen en spelen voor het tweede elftal van VV Brabantia zullen beide spelers ook intensieve trainingen volgen om de voetbaljeugd te kunnen coachen en zullen zij verschillende wedstrijden van Nederlandse topclubs bezoeken.

### Waitakere City
Vanaf februari 2013 speelt Alopua samen met Vaisua voor Waitakere City FC dat uitkomt in de Northern Premier League. Hij heeft daar inmiddels 0 wedstrijden gespeeld, wat zijn totaal aantal wedstrijden in het betaald voetbal op 0 brengt.

## Tuvaluaans voetbalelftal
Alopua scoorde in zijn eerste interland, die met 3-0 werd gewonnen van Samoa, alle drie de doelpunten. Ook in zijn tweede interland tegen Amerikaans-Samoa bij de Pacific Games 2011 maakte hij een hattrick. Met zijn acht doelpunten is Petoa topscorer aller tijden van het Tuvaluaans voetbalelftal.

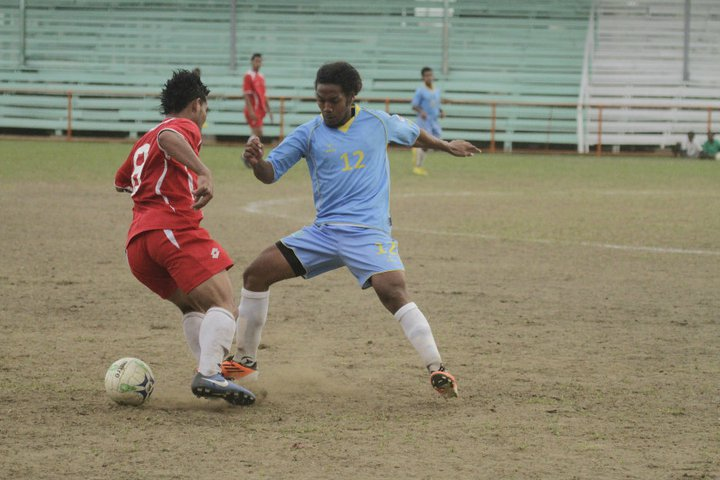
Alopua in actie tegen Samoa

1 Sieni ·
2 Pokia ·
3 Tofuola ·
4 Timuani ·
5 Takataka ·
6 Penisula ·
7 Liva ·
8 Tinilau ·
9 Tiute ·
10 Lepaio ·
11 Panapa ·
12 Petoa ·
13 Stanley ·
14 Sogivalu ·
15 Ofati ·
16 Selau ·
17 Ale ·
18 Petaia ·
19 Lima'alofa ·
20 Okelani ·
24 Tapasei ·
Coach: De Haan